# Villafiz (Páramo)
Villafiz (llamada oficialmente Santa María de Vilafiz) es una parroquia y una aldea española del municipio de Páramo, en la provincia de Lugo, Galicia.

## Organización territorial
La parroquia está formada por tres entidades de población:
- Agreimonde
- A Torrente
- Vilafiz

## Demografía

### Parroquia
| Gráfica de evolución demográfica de Villafiz (parroquia) entre 2000 y 2020 |
|                                                                            |
| Datos según el nomenclátor publicado por el INE.                           |

### Aldea
| Gráfica de evolución demográfica de Vilafiz (aldea) entre 2000 y 2020 |
|                                                                       |
| Datos según el nomenclátor publicado por el INE.                      |